# Mistrovství Evropy v atletice 2024

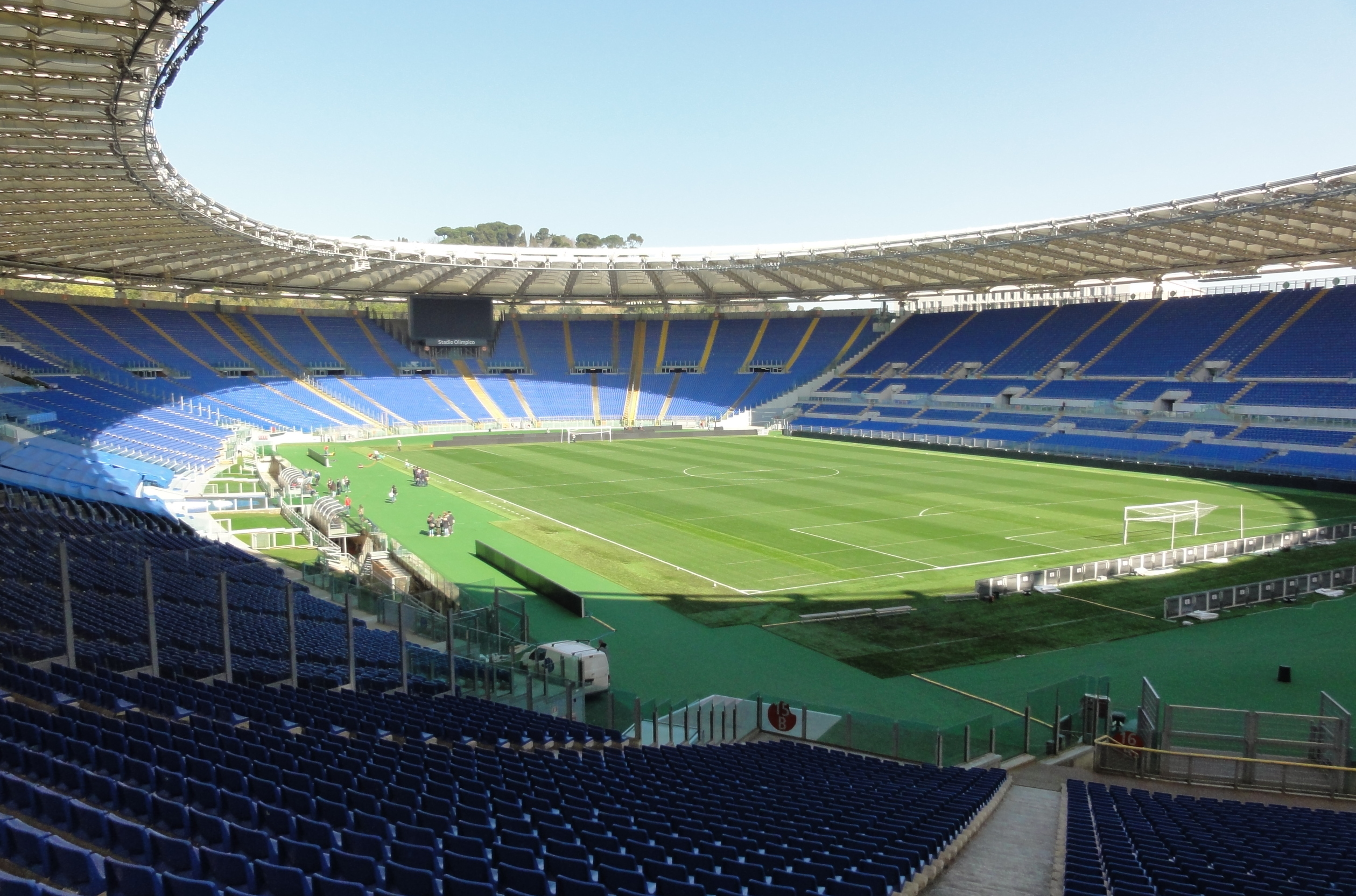
Stadio Olimpico

XXVI. Mistrovství Evropy v atletice 2024 se konalo ve dnech 7. až 12. června 2024 v italském Římě. 
Šampionát hostil římský olympijský stadion, který byl otevřen už v roce 1953. Jeho kapacita činí více než 70 tisíc míst. 
Nejstarší přihlášenou atletkou byla čtyřiačtyřicetiletá francouzská diskařka Mélina Robertová-Michonová a nejmladší šestnáctiletá rumunská běžkyně Alexandra Stefania Uțăová.

## Česká účast
Česká výprava čítala 53 jmen (34 atletů a 19 atletek).

## Program
| Q | Kvalifikace       | H                 | Rozběhy           | S | Semifinále      | F               | Finále          |
| M | Dopolední program | Dopolední program | Dopolední program | E | Večerní program | Večerní program | Večerní program |

### Muži
| Datum →       | 7. června | 7. června | 8. června | 8. června | 8. června | 9. června | 9. června | 9. června | 10. června | 10. června | 11. června | 11. června | 12. června |
| Disciplína ↓  | M         | E         | M         | E         | E         | M         | E         | E         | M          | E          | M          | E          | E          |
| ------------- | --------- | --------- | --------- | --------- | --------- | --------- | --------- | --------- | ---------- | ---------- | ---------- | ---------- | ---------- |
| 100 m         |           | H         |           | ½         | F         |           |           |           |            |            |            |            |            |
| 200 m         |           |           |           |           |           | H         | ½         | ½         |            | F          |            |            |            |
| 400 m         |           |           | H         |           |           |           | ½         | ½         |            | F          |            |            |            |
| 800 m         | H         |           |           | ½         | ½         |           | F         | F         |            |            |            |            |            |
| 1500 m        |           |           |           |           |           |           |           |           | H          |            |            |            | F          |
| 5000 m        |           |           |           | F         | F         |           |           |           |            |            |            |            |            |
| 10 000 m      |           |           |           |           |           |           |           |           |            |            |            |            | F          |
| Půlmaraton    |           |           |           |           |           | F         |           |           |            |            |            |            |            |
| 3000 m př.    |           |           | H         |           |           |           |           |           |            | F          |            |            |            |
| 110 m př.     | H         |           |           | ½         | F         |           |           |           |            |            |            |            |            |
| 400 m př.     |           |           |           |           |           | H         |           |           | ½          |            |            | F          |            |
| Skok do výšky |           |           |           |           |           | Q         |           |           |            |            |            | F          |            |
| Skok o tyči   |           |           |           |           |           |           |           |           | Q          |            |            |            | F          |
| Skok daleký   | Q         |           |           | F         | F         |           |           |           |            |            |            |            |            |
| Trojskok      |           |           |           |           |           | Q         |           |           |            |            |            | F          |            |
| Vrh koulí     |           | Q         |           | F         | F         |           |           |           |            |            |            |            |            |
| Hod diskem    | Q         | F         |           |           |           |           |           |           |            |            |            |            |            |
| Hod kladivem  |           |           | Q         |           |           |           | F         | F         |            |            |            |            |            |
| Hod oštěpem   |           |           |           |           |           |           |           |           |            |            | Q          |            | F          |
| Desetiboj     |           |           |           |           |           |           |           |           | F          | F          | F          | F          |            |
| 20 km chůze   |           |           |           | F         | F         |           |           |           |            |            |            |            |            |
| 4 × 100 m     |           |           |           |           |           |           |           |           |            |            | H          |            | F          |
| 4 × 400 m     |           |           |           |           |           |           |           |           |            |            | H          |            | F          |

### Ženy
| Datum →       | 7. června | 7. června | 8. června | 8. června | 8. června | 9. června | 9. června | 9. června | 10. června | 10. června | 11. června | 11. června | 12. června |
| Disciplína ↓  | M         | E         | M         | E         | E         | M         | E         | E         | M          | E          | M          | E          | E          |
| ------------- | --------- | --------- | --------- | --------- | --------- | --------- | --------- | --------- | ---------- | ---------- | ---------- | ---------- | ---------- |
| 100 m         |           |           | H         |           |           |           | ½         | F         |            |            |            |            |            |
| 200 m         |           |           |           |           |           |           |           |           | H          | ½          |            | F          |            |
| 400 m         |           |           | H         |           |           |           | ½         | ½         |            | F          |            |            |            |
| 800 m         |           |           |           |           |           |           |           |           | H          |            | ½          |            | F          |
| 1500 m        | H         |           |           |           |           |           | F         | F         |            |            |            |            |            |
| 5000 m        |           | F         |           |           |           |           |           |           |            |            |            |            |            |
| 10 000 m      |           |           |           |           |           |           |           |           |            |            |            | F          |            |
| Půlmaraton    |           |           |           |           |           | F         |           |           |            |            |            |            |            |
| 3000 m př.    | H         |           |           |           |           |           | F         | F         |            |            |            |            |            |
| 100 m př.     | H         |           |           | ½         | F         |           |           |           |            |            |            |            |            |
| 400 m př.     |           |           |           |           |           | H         |           |           | ½          |            |            | F          |            |
| Skok do výšky |           | Q         |           |           |           |           | F         | F         |            |            |            |            |            |
| Skok o tyči   |           |           | Q         |           |           |           |           |           |            | F          |            |            |            |
| Skok daleký   |           |           |           |           |           |           |           |           |            |            | Q          |            | F          |
| Trojskok      | Q         |           |           |           |           |           | F         | F         |            |            |            |            |            |
| Vrh koulí     | Q         | F         |           |           |           |           |           |           |            |            |            |            |            |
| Hod diskem    | Q         |           |           | F         | F         |           |           |           |            |            |            |            |            |
| Hod kladivem  |           |           |           |           |           | Q         |           |           |            | F          |            |            |            |
| Hod oštěpem   |           |           |           |           |           |           |           |           | Q          |            |            | F          |            |
| Sedmiboj      | F         | F         | F         | F         | F         |           |           |           |            |            |            |            |            |
| 20 km chůze   |           | F         |           |           |           |           |           |           |            |            |            |            |            |
| 4 × 100 m     |           |           |           |           |           |           |           |           |            |            | H          |            | F          |
| 4 × 400 m     |           |           |           |           |           |           |           |           |            |            | H          |            | F          |

### Smíšená družstva
| Datum →                   | 7. června | 7. června | 8. června | 8. června | 8. června | 9. června | 9. června | 9. června | 10. června | 10. června | 11. června | 11. června | 12. června |
| Disciplína ↓              | M         | E         | M         | E         | E         | M         | E         | E         | M          | E          | M          | E          | E          |
| ------------------------- | --------- | --------- | --------- | --------- | --------- | --------- | --------- | --------- | ---------- | ---------- | ---------- | ---------- | ---------- |
| Smíšená štafeta 4 × 400 m |           | F         |           |           |           |           |           |           |            |            |            |            |            |

## Medailisté

### Muži
| Soutěž            | Zlato | Stříbro                                                                            | Bronz                                                                                             |
| ----------------- | --- | ---------------------------------------------------------------------------------- | ------------------------------------------------------------------------------------------------- |
| 100 m             | Marcell Jacobs 10,02                                                                                              | Chituru Ali 10,05                                                                  | Romell Glave 10,06                                                                                |
| 200 m             | Timothé Mumenthaler 20,28                                                                                         | Filippo Tortu 20,41                                                                | William Reais 20,47                                                                               |
| 400 m             | Alexander Doom 44,15                                                                                              | Charles Dobson 44,38                                                               | Liemarvin Bonevacia 44,88                                                                         |
| 800 m             | Gabriel Tual 1:44,87                                                                                              | Mohamed Attaoui 1:45,20                                                            | Catalin Tecuceanu 1:45,40                                                                         |
| 1500 m            | Jakob Ingebrigtsen 3:31,95                                                                                        | Jochem Vermeulen 3:33,30                                                           | Pietro Arese 3:33,34                                                                              |
| 5000 m            | Jakob Ingebrigtsen 13:20,11                                                                                       | George Mills 13:21,38                                                              | Dominic Lobalu 13:21,61                                                                           |
| 10 000 m          | Dominic Lobalu 28:00,32                                                                                           | Yann Schrub 28:00,48                                                               | Thierry Ndikumwenayo 28:00,96                                                                     |
| půlmaraton        | Yemaneberhan Crippa 1:01,03                                                                                       | Pietro Riva 1:01,04                                                                | Amanal Petros 1:01,07                                                                             |
| půlmaraton        | Itálie 3:03,34 | Izrael 3:04,09                                                                     | Německo 3:05,33                                                                                   |
| 110 m překážek    | Lorenzo Simonelli 13,05                                                                                           | Enrique Llopis 13,16                                                               | Jason Joseph 13,43                                                                                |
| 400 m překážek    | Karsten Warholm 46,98                                                                                             | Alessandro Sibilio 47,50                                                           | Carl Bengtström 47,94                                                                             |
| 3000 m překážek   | Alexis Miellet 8:14,01                                                                                            | Djilali Bedrani 8:14,36                                                            | Karl Bebendorf 8:14,41                                                                            |
| Štafeta 4 × 100 m | Itálie 37,82 Matteo Melluzzo Marcell Jacobs Lorenzo Patta Filippo Tortu Roberto Rigali* Lorenzo Ndele Simonelli*  | Nizozemsko 38,46 Elvis Afrifa Taymir Burnet Xavi Mo-Ajok Nsikak Ekpo               | Německo 38,52 Kevin Kranz Owen Ansah Deniz Almas Lucas Ansah-Peprah                               |
| Štafeta 4 × 400 m | Belgie 2:59,84 Alexander Doom Jonathan Sacoor Robin Vanderbemden Dylan Borlée Florent Mabille* Christian Iguacel* | Itálie 3:00,81 Luca Sito Vladimir Aceti Riccardo Meli Edoardo Scotti Brayan Lopez* | Německo 3:00,82 Manuel Sanders Jean Paul Bredau Marc Koch Emil Agyekum Lukas Krappe* Tyler Prenz* |
| Chůze na 20 km    | Perseus Karlström 1:19,13                                                                                         | Paul McGrath Benito 1:19,13                                                        | Francesco Fortunato 1:19,54                                                                       |
| Skok do výšky     | Gianmarco Tamberi 2,37 m                                                                                          | Vladyslav Lavskyj 2,29 m                                                           | Oleh Doroščuk 2,26 m                                                                              |
| Skok o tyči       | Armand Duplantis 6,10 m                                                                                           | Emmanouil Karalis 5,87 m                                                           | Ersu Şaşma 5,82 m Oleg Zernikel                                                                   |
| Skok daleký       | Miltiadis Tentoglou 8,65 m                                                                                        | Mattia Furlani 8,38 m                                                              | Simon Ehammer 8,31 m                                                                              |
| Trojskok          | Jordan Díaz Fortún 18,18 m                                                                                        | Pedro Pichardo 18,04 m                                                             | Thomas Gogois 17,38 m                                                                             |
| Vrh koulí         | Leonardo Fabbri 22,45 m                                                                                           | Filip Mihaljević 21,20 m                                                           | Michał Haratyk 20,94 m                                                                            |
| Hod diskem        | Kristjan Čeh 68,08 m                                                                                              | Lukas Weißhaidinger 67,70 m                                                        | Mykolas Alekna 67,48 m                                                                            |
| Hod kladivem      | Wojciech Nowicki 80,95 m                                                                                          | Bence Halász 80,49 m                                                               | Mychajlo Kochan 80,18 m                                                                           |
| Hod oštěpem       | Jakub Vadlejch 88,65 m                                                                                            | Julian Weber 85,94 m                                                               | Oliver Helander 85,75 m                                                                           |
| Desetiboj         | Johannes Erm 8764 bodů                                                                                            | Sander Skotheim 8635 bodů                                                          | Makenson Gletty 8606 bodů                                                                         |

### Ženy
| Soutěž            | Zlato | Stříbro                                                                                                 | Bronz |
| ----------------- | --- | --- | --- |
| 100 m             | Dina Asher-Smithová 10,99 | Ewa Swobodová 11,03                                                                                     | Zaynab Dossová 11,03                                                                                        |
| 200 m             | Mujinga Kambundjiová 22,49 | Daryll Neitaová 22,50                                                                                   | Helene Parisotová 22,63                                                                                     |
| 400 m             | Natalia Kaczmareková 48,98 | Rhasidat Adelekeová 49,07                                                                               | Lieke Klaverová 50,08                                                                                       |
| 800 m             | Keely Hodgkinsonová 1:58,65 | Gabriela Gajanová 1:58,79                                                                               | Anaïs Bourgoinová 1:59,30                                                                                   |
| 1500 m            | Ciara Mageeanová 4:04,66 | Georgia Bellová 4:05,33                                                                                 | Agathe Guillemotová 4:05,69                                                                                 |
| 5000 m            | Nadia Battoclettiová 14:35,29 | Karoline Bjerkeli Grøvdalová 14:38,62                                                                   | Marta Garcíaová 14:44,04                                                                                    |
| 10 000 m          | Nadia Battoclettiová 30:51,32 | Diane Van Esová 30:57,24                                                                                | Megan Keithová 31:04,77                                                                                     |
| půlmaraton        | Karoline Bjerkeli Grøvdalová 1:08,09 | Joan Chelimová 1:08,55                                                                                  | Calli Haugerová-Thackeryová 1:08,58                                                                         |
| půlmaraton        | Spojené království 3:29,01 | Německo 3:31,59                                                                                         | Španělsko 3:33,16                                                                                           |
| 100 m překážek    | Cyréna Samba-Mayela 12,31 | Ditaji Kambundjiová 12,40                                                                               | Pia Skrzyszowska 12,42                                                                                      |
| 400 m překážek    | Femke Bolová 52,49 | Louise Maravalová 54,23                                                                                 | Cathelijn Peetersová 54,37                                                                                  |
| 3000 m překážek   | Alice Finotová 9:16,22 | Gesa Felicitas Krause 9:18,06                                                                           | Elizabeth Birdová 9:18,39                                                                                   |
| Štafeta 4 × 100 m | Spojené království 41,91 Dina Asher-Smithová Desirèe Henryová Amy Huntová Daryll Neitaová Asha Philipová*                                                   | Francie 42,15 Orlann Oliereová Gémima Josephová Hélène Parisotová Sarah Richardová Maroussia Paréová*   | Nizozemsko 42,46 Nadine Visserová Marije van Hunenstijnová Minke Bisschopsová Tasa Jiyaová                  |
| Štafeta 4 × 400 m | Nizozemsko 3:22,39 Lieke Klaverová Cathelijn Peetersová Lisanne de Witteová Femke Bolová Eveline Saalbergová* Anne van de Wielová* Myrte van der Schootová* | Irsko 3:22,71 Sophie Beckerová Rhasidat Adelekeová Phil Healyová Sharlene Mawdsleyová Lauren Caddenová* | Belgie 3:22,95 Naomi Van Den Broecková Imke Vervaetová Cynthia Bolingová Helena Ponetteová Camille Lausová* |
| Chůze na 20 km    | Antonella Palmisanová 1:28,09 | Valentina Traplettiová 1:28,37                                                                          | Ljudmila Oljanovská 1:28,48                                                                                 |
| Skok do výšky     | Jaroslava Mahučichová 2,01 m | Angelina Topićová 1,97 m                                                                                | Irina Geraščenková 1,95 m                                                                                   |
| Skok o tyči       | Angelica Moserová 4,78 | Katerina Stefanidiová 4,73                                                                              | Molly Cauderyová 4,73                                                                                       |
| Skok daleký       | Malaika Mihambo 7,22 m | Larissa Iapichinová 6,94 m                                                                              | Agate de Sousaová 6,91 m                                                                                    |
| Trojskok          | Ana Peleteirová 14,85 m | Tuğba Danışmazová 14,57 m                                                                               | Ilinois Guillaumeová 14,43 m;                                                                               |
| Vrh koulí         | Jessica Schilderová 18,77 m | Jorinde van Klinkenová 18,67 m                                                                          | Yemisi Ogunleyeová 18,62 m                                                                                  |
| Hod diskem        | Sandra Elkasevićová 67,04 m | Jorinde van Klinkenová 65,99 m                                                                          | Liliana Cá 64,53                                                                                            |
| Hod kladivem      | Sara Fantiniová 74,18 | Anita Wlodarczyková 72,92                                                                               | Rose Logaová 72,68                                                                                          |
| Hod oštěpem       | Victoria Hudsonová 64,62 m | Adriana Vilagošová 64,42 m                                                                              | Marie-Therese Obstová 63,50 m                                                                               |
| Sedmiboj          | Nafissatou Thiamová 6848 bodů | Auriana Lazraqová-Khlassová 6635 bodů                                                                   | Noor Vidtsová 6596 bodů                                                                                     |

### Smíšená družstva
| Soutěž                    | Zlato                                                                                    | Stříbro                                                                    | Bronz                                                                                  |
| ------------------------- | ---------------------------------------------------------------------------------------- | -------------------------------------------------------------------------- | -------------------------------------------------------------------------------------- |
| Smíšená štafeta 4 × 400 m | Irsko 3:09,92 Christopher O'Donnell Rhasidat Adelekeová Thomas Barr Sharlene Mawdsleyová | Itálie 3:10,69 Luca Sito Anna Polinariová Edoardo Scotti Alice Mangioneová | Nizozemsko 3:10,73 Liemarvin Bonevacia Lieke Klaverová Isaya Klein Ikkink Femke Bolová |

## Medailové pořadí
| Umístění | Stát               | Zlato | Stříbro | Bronz | Celkem |
| -------- | ------------------ | ----- | ------- | ----- | ------ |
| 1.       | Itálie             | 11    | 9       | 4     | 24     |
| 2.       | Francie            | 4     | 5       | 7     | 16     |
| 3.       | Spojené království | 4     | 4       | 5     | 13     |
| 4.       | Norsko             | 4     | 2       | 1     | 7      |
| 5.       | Švýcarsko          | 4     | 1       | 4     | 9      |
| 6.       | Nizozemsko         | 3     | 4       | 5     | 12     |
| 7.       | Belgie             | 3     | 1       | 2     | 6      |
| 8.       | Španělsko          | 2     | 3       | 3     | 8      |
| 9.       | Polsko             | 2     | 2       | 2     | 6      |
| 10.      | Irsko              | 2     | 2       | 0     | 4      |
| 11.      | Švédsko            | 2     | 0       | 1     | 3      |
| 12.      | Německo            | 1     | 3       | 7     | 11     |
| 13.      | Řecko              | 1     | 2       | 0     | 3      |
| 14.      | Ukrajina           | 1     | 1       | 4     | 6      |
| 15.      | Rakousko           | 1     | 1       | 0     | 2      |
| 15.      | Chorvatsko         | 1     | 1       | 0     | 2      |
| 17.      | Česko              | 1     | 0       | 0     | 1      |
| 17.      | Estonsko           | 1     | 0       | 0     | 1      |
| 17.      | Slovinsko          | 1     | 0       | 0     | 1      |
| 20.      | Srbsko             | 0     | 2       | 0     | 2      |
| 21.      | Portugalsko        | 0     | 1       | 2     | 3      |
| 22.      | Turecko            | 0     | 1       | 1     | 2      |
| 23.      | Maďarsko           | 0     | 1       | 0     | 1      |
| 23.      | Izrael             | 0     | 1       | 0     | 1      |
| 23.      | Rumunsko           | 0     | 1       | 0     | 1      |
| 23.      | Slovensko          | 0     | 1       | 0     | 1      |
| 27.      | Finsko             | 0     | 0       | 1     | 1      |
| 27.      | Litva              | 0     | 0       | 1     | 1      |

## Zúčastněné země
(v závorkách uvedeny počty vyslaných sportovců)
| - Albánie (2) - Andorra (1) - Arménie (2) - Ázerbájdžán (4) - Belgie (59) - Bosna a Hercegovina (2) - Bulharsko (10) - Černá Hora (3) - Česko (53) - Dánsko (26) - Estonsko (19) - Finsko (67) - Francie (99) - Gibraltar (1) - Gruzie (2) - Chorvatsko (17) | - Irsko (41) - Island (8) - Itálie (116) - Izrael (18) - Kypr (9) - Litva (25) - Lotyšsko (23) - Lucembursko (1) - Maďarsko (23) - Makedonie (2) - Malta (2) - Moldavsko (6) - Monako (1) - Německo (73) - Nizozemsko (60) - Norsko (51) | - Polsko (94) - Portugalsko (49) - Rakousko (22) - Rumunsko (23) - Řecko (53) - San Marino (2) - Slovensko (17) - Slovinsko (24) - Srbsko (16) - Španělsko (86) - Švédsko (60) - Švýcarsko (60) - Turecko (44) - Ukrajina (46) - Spojené království (71) |